# Forrest Lewis
Raymond Forrest Lewis (Knightstown, 5 novembre 1899 – 2 giugno 1977) è stato un attore statunitense.

## Filmografia parziale

### Cinema
- Il capitalista (Has Anybody Seen My Gal), regia di Douglas Sirk (1952)
- Il suo onore gridava vendetta (Gun Fury), regia di Raoul Walsh (1953)
- Secondo amore (All That Heaven Allows), regia di Douglas Sirk (1955)
- Lo sport preferito dall'uomo (Man's Favorite Sport?), regia di Howard Hawks (1964)

### Televisione
- Letter to Loretta – serie TV, 3 episodi (1954)
- Frida (My Friend Flicka) – serie TV, episodio 1x01 (1955)
- The 20th Century-Fox Hour – serie TV, episodio 1x16 (1956)
- Goodyear Theatre – serie TV, episodio 1x01 (1957)
- The Court of Last Resort – serie TV, episodio 1x18 (1958)
- 26 Men – serie TV, episodio 2x06 (1958)
- Ricercato vivo o morto (Wanted: Dead or Alive) – serie TV, episodi 1x14-2x13 (1958-1959)
- Peter Gunn – serie TV, episodi 2x32-3x01 (1960)
- La valle dell'oro (Klondike) – serie TV, episodio 1x02 (1960)
- Going My Way – serie TV, episodio 1x12 (1962)
- The Outsider – serie TV, episodio 1x04 (1968)